# Leon Balogun
Leon-Aderemi Balogun (født 28. juni 1988 i Vestberlin, Vesttyskland), er en tysk/nigeriansk fodboldspiller (forsvarer), som spiller for Rangers i den bedste skotske liga (Premiership).

## Klubkarriere
Balogun spillede de første mange år af sin karriere i Tyskland, hvor han blandt andet repræsenterede Hannover 96, Werder Bremen, Fortuna Düsseldorf og Mainz 05. I sommeren 2018 skiftede han til Premier League-klubben Brighton.

## Landshold
Som født af nigerianske forældre i Tyskland kunne Balogun potentielt have repræsenteret både det tyske og det nigerianske landshold. Han debuterede for Nigeria 5. marts 2014 i en venskabskamp mod Mexico. Han var med i den nigerianske trup til VM 2018 i Rusland.